# Fatime Ndiaye
Fatime Ndiaye (Dakar, 14 settembre 1976) è un'ex cestista senegalese.
È la sorella di Astou Ndiaye.

## Carriera
Con il Senegal ha disputato i Giochi olimpici di Sydney 2000.